# Vincenz Müller
Vincenz Müller (n. 5 de noviembre de 1894, Aichach, Baviera, Alemania—f. 12 de mayo de 1961, Berlín Oriental) fue un oficial militar que sirvió al Ejército Imperial Alemán, luego al Reichswerh, seguido de la Wehrmacht y más tarde, al Ejército Popular Nacional de la República Democrática Alemana (RDA), y miembro de la Cámara Popular. 
Participó como comandante de infantería de la Wehrmacht en el Frente Oriental durante la Segunda Guerra Mundial, donde fue capturado y puesto como prisionero de guerra por los soviéticos en 1944, terminó por cambiar de bando y se convirtió en un miembro de alto rango en el NKFD y de la Bundes Deutsche Offiziere. 
Durante la RDA fue vicepresidente del partido satélite NDPD, y a la vez en el vicepresidente de la Cámara Popular entre 1950 y 1952, también fue como viceministro del Interior y de Defensa, así como jefe del Estado Mayor General. Desempeñó un papel destacado en la creación de la Policía Popular Acuartelada (Kasernierte Volkspolizei), y desde 1956, del Ejército Popular Nacional (Nationale Volksarmee).

## Comienzos
Müller nació como hijo de Viktoria Deuringer y del curtidor y político bávaro Ferdinand Müller, quién fue miembro del Partido del Centro y del Partido Popular Bávaro entre 1913 a 1928. En 1913, Müller comenzó una carrera como oficial profesional en el cuerpo de pioneros, después de haber completado sus estudios en el St. Michael's Gymnasium de la abadía benedictina de Metten, se unió al Ejército de Baviera y luego fue transferido al Ejército de Wurtemberg donde sirvió en el 13.° Batallón de Pioneros en Ulm. Müller, que fue ascendido a teniente en 1914, resultó gravemente herido en Volgos durante el primer año de la Primera Guerra Mundial.
En junio de 1915, se trasladó a Constantinopla con 250 soldados subordinados para las misiones militares alemanas en el Imperio Otomano, luego en Berlín, alrededor de Noviembre del mismo año, se trasladó a Bagdad, hasta volver a Alemania en 1916 tras contraer malaria y tifus, recibiendo tratamiento médico en Ulm. Después de su recuperación, en junio de 1917, se ofreció como voluntario como profesor en la Escuela de Oficiales Pioneros de Constantinopla, donde fue empleado como instructor de táctica. Desde principios de 1918 hasta el final de la guerra luchó en el frente occidental.
Tras el final de la guerra, sirvió como líder de pelotón en el Batallón de Pioneros de Ulm y en el Comando del Distrito Militar  V de Stuttgart. A partir de 1921 realizó el “Führergehilfenausbildung” (formación para el Estado Mayor), que completó en 1927, y posteriormente fue ascendido a mayor. Al mismo tiempo, estudió historia del arte durante tres semestres en la Universidad Técnica de Stuttgart. En 1923 se trasladó a la Oficina de Tropas del Ministerio de Defensa del Reich en Berlín (en sustitución del Estado Mayor, que estaba prohibido por el Tratado de Versalles), donde inicialmente trabajó en el departamento político de los Archivos del Reich. A partir de principios de Octubre de 1928 se trasladó al recién creado Departamento de la Wehrmacht bajo el mando de Kurt von Schleicher. Mantenía una relación amistosa con su patrocinador Schleicher. Fue contratado como consultor y se le encargó apoyar el trabajo de propaganda para el trabajo de armamento del Reichswehr y, de forma encubierta, proporcionar orientación a las unidades de servicio fronterizo estacionadas en el Este. En el verano de 1930 realizó un viaje de varias semanas a la Unión Soviética, donde visitó las unidades del Ejército Rojo y los centros de entrenamiento mantenidos por la Reichswehr en Kama y Lipetsk.
Tras su regreso, Müller fue destinado como Comandante de Compañía del 7.° Batallón de Pioneros de Múnich a partir de 1930, como preparación para un golpe de estado en Prusia, recibió órdenes específicas de ir a Berlín, durante la misión, que se llevó a cabo a petición de Kurt von Schleicher, que entonces había sido nombrado Ministro de Defensa del Reich, tuvo que fingir que estaba de vacaciones. Cuando llegó a Berlín el 20 de julio de 1932, aún no se había concedido permiso para declarar el estado de emergencia en Berlín y Brandeburgo. Por orden del ministro de defensa, von Schleicher, y del comandante Gerd von Rundstedt, inició los trámites para destituir a la cúpula de la policía prusiana. Cuando el jefe de la policía de Berlín, Albert Grzesinski, el subjefe de policía, Bernhard Weiß, y el jefe del cuerpo de policía, Magnus Heimannsberg, se negaron a seguir sus instrucciones, los mandó arrestar alrededor de las 17:00 horas. Informó que este paso ya se había completado.
Esta acción política tuvo la connotación de ser un golpe de estado,  con el levantamiento del estado de emergencia el 26 de julio de 1932, Müller regresó a su unidad en Múnich.

## Su rol durante el régimen nacionalsocialista
Tras el nombramiento de Hitler como Canciller Imperial, el 30 de enero de 1933, Müller sirvió como jefe de la construcción del sistema de movilización en el Estado Mayor del Comando del Distrito Militar VII, en Múnich entre 1933 y 1935, donde tuvo como superior, al general Wilhelm Adam, quién ya conocía personalmente del Ministerio de Defensa Reich. Luego sirvió como jefe del Grupo de Movilización en el Estado Mayor del Ejército hasta 1937. Después de asistir a la Academia de la Wehrmacht, Müller sirvió como Primer Oficial del Estado Mayor del  2.º Grupo de Ejércitos de Kassel, entre 1938 y 1940. Durante este tiempo fue ascendido a coronel.
En 1939, Müller junto a Erwin von Witzleben y Kurt von Hammerstein-Equord elaboraron una conspiración, cuyo objetivo era derrocar a Hitler y Göring para frustrar futuros planes de guerra. Actuó como mensajero del Alto Mando del Ejército, donde informó al coronel general Franz Halder sobre la situación y solicitó su ayuda. Previamente había advertido al coronel Hans Oster contra acciones precipitadas. Los planes de conspiración se vieron frustrados.

### Bajo cautiverio soviético y cambio de bando
Entre 1940 y 1943, Müller fue Jefe de Estado Mayor del 17º Ejército en el sector sur del Frente Oriental. Tras su nombramiento como mayor general y una estancia en el hospital, Müller, que había sido ascendido a teniente general, sirvió brevemente como comandante de la 56.° División de Infantería en 1943, y hasta junio de 1944 como comandante del "Departamento de Cuerpo D", que se había creado a partir de los restos de su propia División de Infantería y de la 262.° División de Infantería. El 4 de junio de 1944 recibió el mando del comisionado del XII.° Cuerpo de Ejército. Tras la derrota en la Operación Bagratión en agosto de 1944, Müller, como comandante de un grupo de combate formado por partes del 4.º Ejército, intentó en vano escapar del cerco del Ejército Rojo.
Según su propio relato, el 8 de julio de 1944, Müller se dirigió al lado soviético en una situación desesperada, donde se dejó capturar e inmediatamente dispuso que se lanzara sobre sus tropas un panfleto con la orden escrita por él de deponer las armas. Esto salvó las vidas de muchos soldados. Bajo la impresión de una conversación con el teniente general soviético Lev Mekhlis, que había tenido el día después de su captura, Müller decidió oponerse activamente a Hitler. La prematura decisión de  que tomó Müller en cambiar de bando causó asombro entre los prisioneros de guerra y los inmigrantes alemanes. Se dice que se ofreció como voluntario para la marcha de manifestación a la cabeza de 50 000 prisioneros alemanes a través de Moscú el 17 de julio de 1944, cuyas fotografías dieron la vuelta al mundo inmediatamente.
Müller se unió al Comité Nacional por una Alemania Libre (NKFD) y a la Liga de Oficiales Alemanes (BDO) y se graduó de la Escuela antifascista en Krasnogorsk. Müller desarrolló una relación más estrecha con uno de los empleados de la NKVD Wolf Stern, quien más tarde abogó por el regreso de Müller a Alemania. Actuó temporalmente como asesor del mariscal de campo Friedrich Paulus, con quien vivió en una dacha en Tomilino, cerca de Moscú, durante su encarcelamiento. Preparó el testimonio de Paulus como testigo de cargo en el juicios de Núremberg. En 1948, Müller trabajó como asistente y director de seminario de filosofía en un curso de la Escuela Antifascista en Krasnogorsk.

## Posguerra y participación en la Alemania Oriental

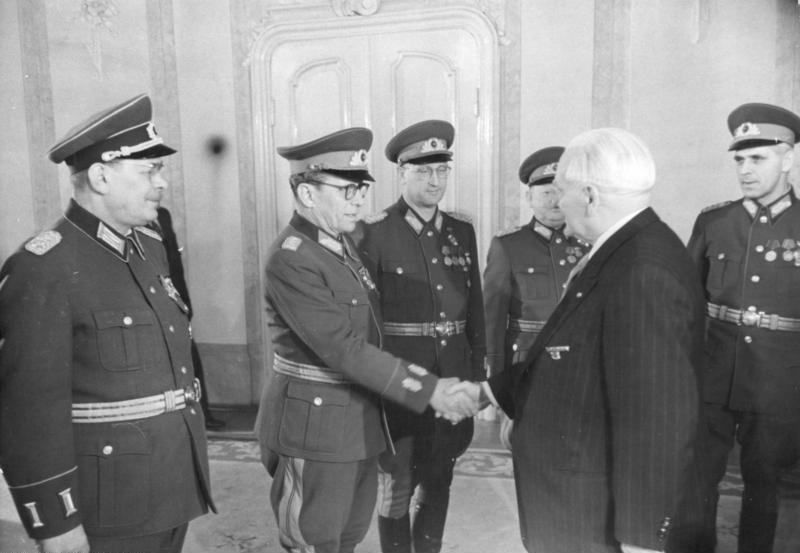
Müller (al centro a la izquierda) en una reunión con Wilhelm Pieck

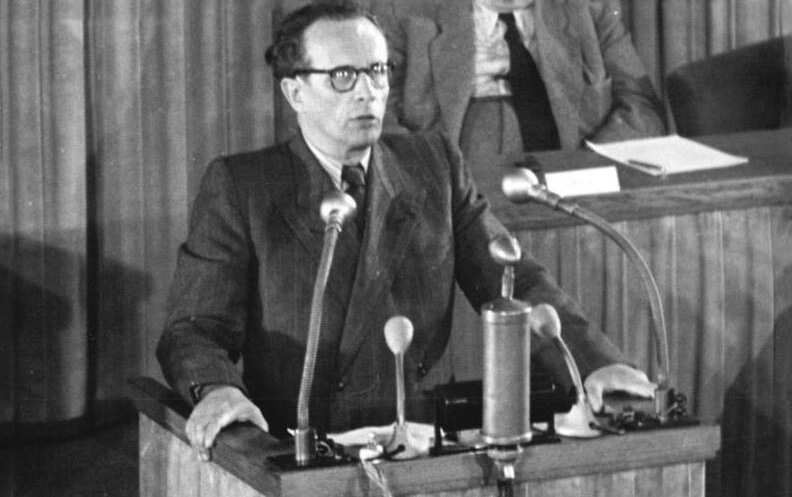
Müller dando un discurso en la Cámara Popular como miembro del NDPD, el 15 de septiembre de 1951

Tras la decisión del Consejo de Ministros de la Unión Soviética de establecer unidades policiales acuarteladas de orientación militar, Müller fue liberado y en septiembre de 1948 fue trasladado a la Zona de Ocupación Soviética, donde fue nombrado como Inspector en Jefe de la Policía Popular y de la Administración del Interior alemana, sin embargo, terminó por renunciar a estos puestos tras sufrir de hipertiroidismo a principios de 1919. Müller se unió al Partido Nacional Democrático de Alemania (NDPD), fue su director político de febrero a octubre de 1949 y luego primer vicepresidente hasta 1952. De 1950 a 1958 fue miembro de la Cámara Popular y de 1950 a 1952 sería nombrado vicepresidente.
Aunque haya declarado que no tenía interés alguno de participar en actividad de tipo militar, tras ser liberado de su cautiverio, terminó participando en la reconstrucción militar de la RDA a partir de 1952. Como sucesor de Bernhard Bechler, se convirtió en uno de los adjuntos del Ministro del Interior Willi Stoph y Jefe de la Administración Principal de Organización y Jefe del Estado Mayor, a partir de octubre de 1952 ocupó nuevamente el grado de Teniente General (de la Policía Popular). Desde octubre de 1952, el Ministerio de Seguridad del Estado (Stasi) mantuvo vigilado a Müller a través de su secretario personal, el capitán Heinz Sperling, quien confió por escrito como un Geheimer Informator (colaborar infrormal) en 1958.
En 1953, Müller fue nombrado como Jefe del Estado Mayor de la Policía Popular Acuartelada. Con su transformación en el Ejército Popular Nacional, en 1956 pasó al Ministerio de Defensa Nacional como Jefe del Estado Mayor del Ejército Popular Nacional y a su vez se convirtió en adjunto de Willi Stoph, que ahora ocupaba el cargo de Ministro de Defensa. De esta forma, Müller era el oficial de mayor rango de los pocos ex oficiales de la Wehrmacht en las fuerzas armadas de la RDA (en comparación con la Bundeswehr). 
Todos los servicios de inteligencia occidentales estaban interesados en él y sus antiguos compañeros lo visitaban en Berlín Oriental, también en nombre de la «Organización Gehlen». A través de loscontactos que tuvo con sus viejos camaradas —especialmente en Baviera— se reunió con el entonces Ministro Federal de Finanzas Fritz Schäffer en Berlín Oriental entre 1955 y 1956 en representación del gobierno de la RDA y mantuvo conversaciones sobre las posibilidades de un entendimiento germano oriental-occidental con el objetivo de formar una confederación. Müller insinuó una inminente caída de Walter Ulbricht y la posibilidad de una Alemania reunificada, pero que respetaría la neutralidad de Austria.
Por la decisión del politburó del Partido Socialista Unificado de Alemania (SED) del 15 de febrero de 1957, casi todos los oficiales que estuvieron en la Wehrmacht, fueron liberados del Ejército Popular Nacional y se retiraron en 1958. Esto fue informado en la prensa alemana en marzo de ese mismo año, en un principio, se afirmó que Müller fue suspendido del servicio en 1957, y que el ministro de Defensa de la RDA, Stoph, lo había acusado de oponerse a las decisiones del Comité Central del SED con respecto al papel dirigente del SED en el Ejército Popular Nacional. En septiembre de 1958 se anunció oficialmente que Müller se había retirado por petición propia debido a una grave afección cardíaca.

### Muerte

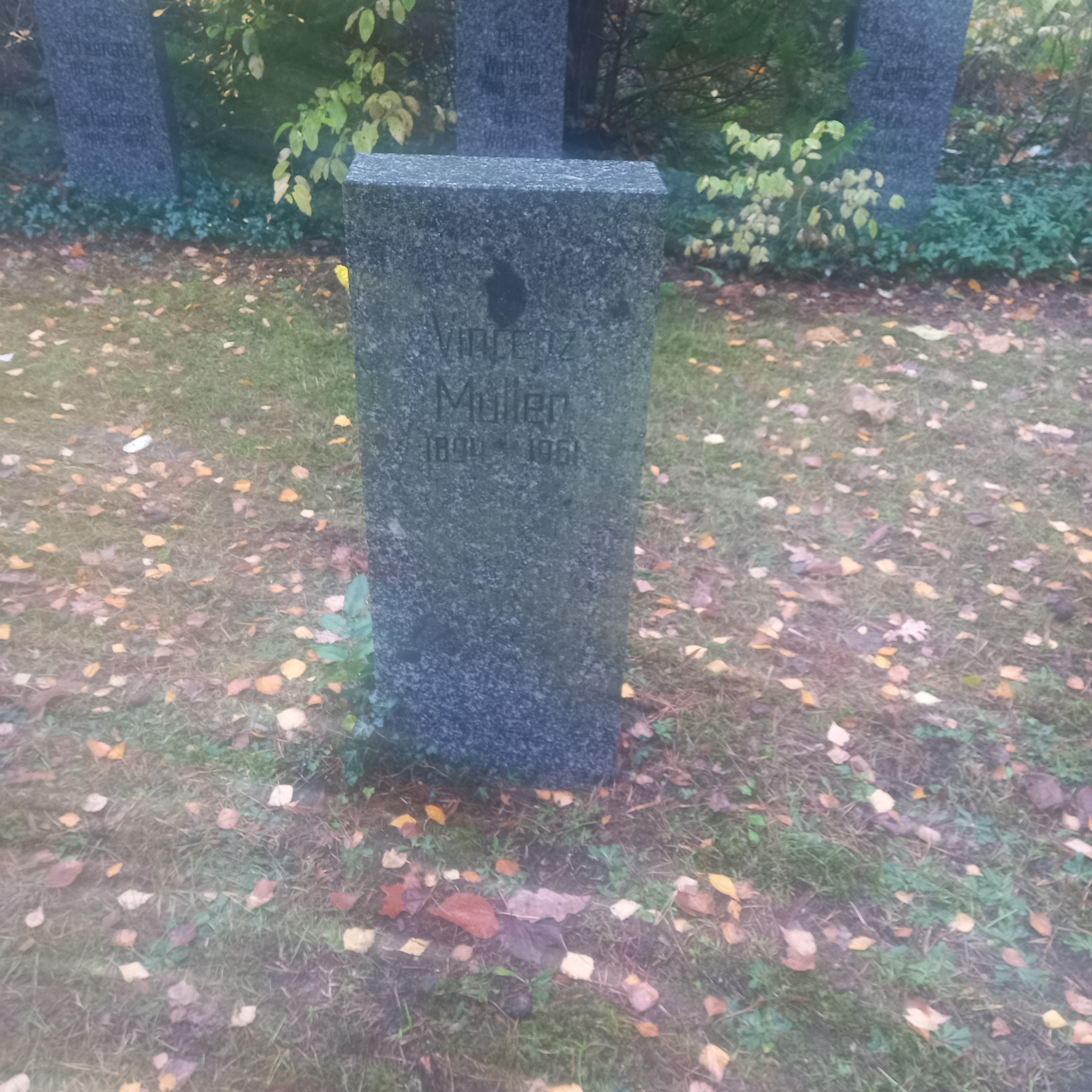
Tumba de Vincenz Müller en el cementerio de Adlershof

El 12 de mayo de 1961, Müller se suicidó saltando de la loggia de su casa en Berlín-Schmöckwitz, en poco tiempo, su hijo y la nuera de Müller huyeron hacía la RFA, los informes de la RDA ocultaron el suicidio. En 1997, el autor Heinz Sperling escribió en un artículo para la Neue Deutsche Biographie sobre Vincenz Müller, que se trataba simplemente de un «supuesto suicidio» En contra de su buen juicio, el ex soldado Heinz Sperling difundió ante los periodistas la versión de una posible muerte accidental en televisión en 1998.

## Distinciones
- Cruz de Hierro (1914) I. y II. Clase.[21]
- Medalla de Herido (1918) en negro.[21]
- II. Clase de la Cruz de Caballero de la Orden de Federico con espadas.[21]
- Orden Mediciye, V. Clase, con sables.[21]
- Medalla Liakat en plata con espadas.[21]
- Estrella de Galípoli.[21]
- Cruz Alemana en oro, 26 de enero de 1942.[22]
- Cruz de Caballero de la Cruz de Hierro, 7 de abril de 1944.[23]
- Orden patriótica del mérito en oro.

## Publicaciones
- Unser Programm, National-demokratische Schriftenreihe / H. Nr. 16. 1951
- Deutschlands Zukunft nicht Schicksal, sondern Selbstbestimmung, National-demokratische Schriftenreihe / H. Nr. 19. 1952
- Ich fand das wahre Vaterland. Hrsg. von Klaus Mammach, Deutscher Militärverlag, Berlin 1963 (postum).